# Fectola charopiformis
Fectola charopiformis är en snäckart som först beskrevs av Gardner 1967.  Fectola charopiformis ingår i släktet Fectola och familjen Charopidae. Inga underarter finns listade i Catalogue of Life.